# Мюнхен
Мю́нхен (нім. München, бав. Minga, заст. Монахів) — місто на річці Ізар на півдні Німеччини, у федеральній землі Баварія. Вільне місто (нім. kreisfreie Stadt), яке одночасно є столицею Баварії та адміністративного округу Верхня Баварія.
Назва міста походить від давньоверхньонім. Munichen — «у ченців». Населення Мюнхена — 1 402 455 осіб (станом на 30.09.2013). Таким чином, Мюнхен є найбільшим містом Баварії і третім, після Берліна та Гамбурга, містом Німеччини. В Мюнхені міститься уряд Баварії, уряд краю Верхня Баварія, а також уряд мюнхенського округу.
Мюнхен славиться своїми броварськими традиціями. У місті стоять шість великих броварень, що постачають пивом відомий на весь світ Октоберфест — свято пива, кренделів, смажених курочок і каруселей, котре щорічно проводиться в кінці вересня — початку жовтня на Терезиній луці.
Сучасний Мюнхен — не тільки осередок культурних та музейних цінностей, а й великий промисловий і дослідницький центр. Завдяки знаменитим університетам, одній із найбільших у Європі Баварській державній книгозбірні, що налічує 6 мільйонів томів, інститутам імені Макса Планка та імені Гайнца Майєра-Лейбніца, ядерному науково-дослідному реактору й багатьом іншим установам Мюнхен утримує міцні позиції в європейській науці.

## Історія

### Середньовіччя

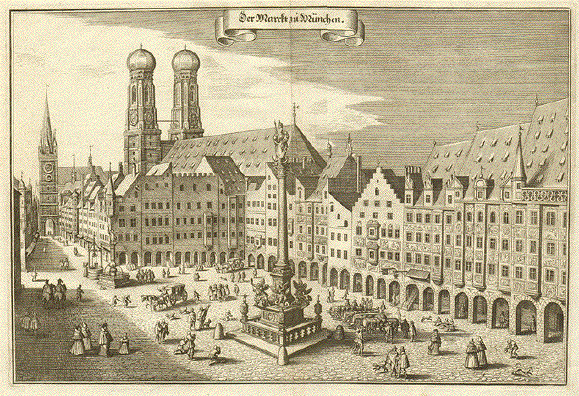
Мюнхен, Марієнплац 1700 р.

Історія Мюнхена починається з VIII століття, коли на Петровім пагорбі (нім. Petersbergl) оселилися монахи з Тегернзейського монастиря, що стояв неподалік. Сьогодні на місці поселення стоїть церква Святого Петра (нім. Sankt-Peter-Kirche). Вперше місто згадувано в документах 1158 року під назвою Villa Munichen; однак, уже в 1175 році Мюнхену надано статус міста та споруджено міські стіни.
В 1240 році Мюнхен перейшов під володарювання Віттельсбахів і після розділу Баварії в 1255 році був їхньою резиденцією в Верхній Баварії до 1918 року. З об'єднанням Баварії в 1507 році Мюнхен став її столицею, а в 1806 році — столицею Королівства Баварія. Сьогодні Мюнхенська резиденція Віттельсбахів функціонує як публічний музей.

### Новий час
17 жовтня 1810 року на честь весілля кронпринца Людвіга (в майбутньому король Людвиг I) і принцеси Терези Саксонської-Хільдбурхаугзької були влаштовані кінні перегони, які поклали початок щорічному пивному фестивалю Октоберфест.

### Веймарська республіка

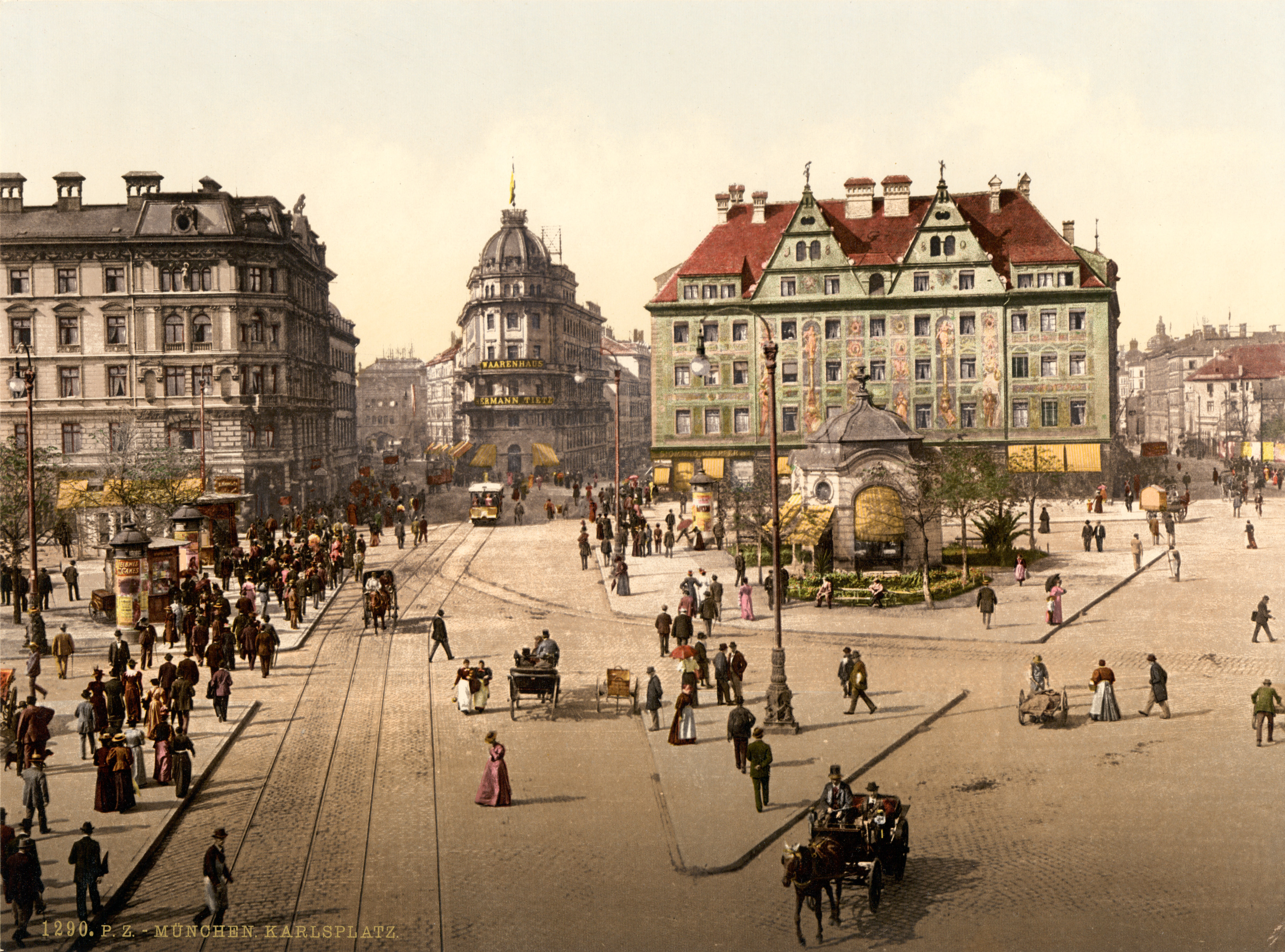
Центр міста на листівці починаючи з кінця XIX століття

В 1916 році, під час Першої світової війни, місто зазнало першого бомбардування: на місто впали три французькі бомби.
Післявоєнний період став важким для Мюнхена: у листопаді 1918 року Людвіг III з сім'єю втік із міста, а після вбивства першого республіканського прем'єр-міністра Баварії Курта Айснера, 13 квітня 1919 року, у Мюнхені була проголошена Баварська Радянська Республіка (лідер Ернст Толлер), яка 3 травня 1919 року була розгромлена загонами фрайкора. Після цього Баварія стала частиною Веймарської республіки.
24 лютого 1920 року у пивній Гофбройгаус Німецька робітнича партія (нім. Deutsche Arbeiterpartei) була перейменована на Націонал-соціалістичну німецьку робітничу партію (нім. Nationalsozialistische Deutsche Arbeiterpartei) та була прийнята її Програма. У 1923 році в Мюнхені в пивній «Бюргербройкеллер» стався Пивний путч, коли прихильники Гітлера зробили спробу здійснити переворот; проте, тоді Веймарська республіка встояла, і тепер про цю подію нагадує меморіальна плита на Одеонсплац. Гітлер був арештований (пізніше — випущений достроково в 1924 році), а НСДАП, на той момент практично невідома за межами Мюнхена — тимчасово заборонена на території всієї Німеччини. Незважаючи на події 1923 року, Мюнхен продовжував залишатися столицею НСДАП.

### Мюнхен за часів Третього Рейху

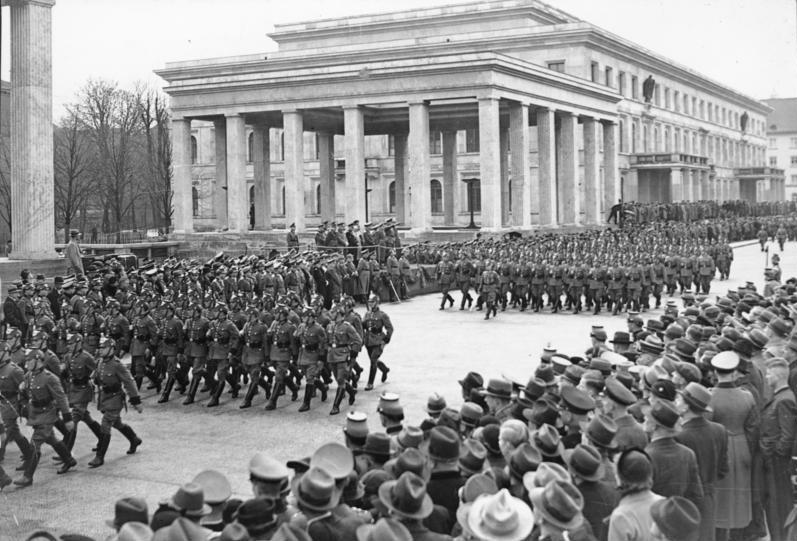
Парад на Кьонігсплац 1938 р.

На виборах у Рейхстаг 5 березня 1933 року НСДАП показала себе найвпливовішою серед правих партій. Однак число голосів, поданих за неї, було найменшим: 37 % проти середнього числа 44 % по Німеччині. Незважаючи на це, Міська рада виявилася нацистською.
У 1934 році Гітлер розправився зі своїми політичними противниками: тільки за офіційними даними нацистського уряду, у ході Ночі довгих ножів було вбито понад 60 осіб.
У 1935 році Гітлер назвав Мюнхен «Столицею руху», маючи на увазі мюнхенський путч. До того ж тут починали свою кар'єру такі видатні діячі нацистської партії, як Гейдріх та Гіммлер, який був шефом поліції. Поруч із містом був заснований в 1933 році перший Концентраційний табір у Дахау.
Мюнхен став місцем підписання договору 1938 року між Німеччиною, Італією, Великою Британією та Францією, у результаті якого частина території Чехословаччини (Судетська область) перейшла до Німеччини (чехословацький уряд був поставлений перед фактом і прийняв капітуляцію), і Гітлер де-факто отримав контроль над рештою Чехословаччини за умови не просування далі. Через рік Георг Ельзер зробив невдалу спробу вбивства Гітлера у пивному залі «Бюргербройкеллер» під час щорічного послання на честь роковин Пивного путчу.
Водночас у Німеччині немає іншого міста, у якому існувало таке масове неприйняття нацизму, як тут і настільки різноманітні прояви Руху опору. Тут функціонувала організація «Біла троянда», у якій брали участь Ганс та Софі Шолль, а також Крістоф Пробст. У квітні 1945 року військові перекладачі, бажаючи уникнути кровопролиття, організували «Акцію за свободу Баварії» («Freiheitsaktion Bayern») із захопленням радіостанцій та низки урядових будівель. Хоча акція в результаті була пригнічена есесівцями, своїх цілей вона досягла — американські солдати увійшли в місто навесні 1945 року без бою, жоден міст не був підірваний.
Четверта частина населення міста загинула, 60 % будівель було зруйновано. Історичний центр міста практично повністю знищений. З 815 000 жителів у місті залишилося лише 480 000. З 10 000 євреїв у місті залишилося лише 746 осіб.
За часи Другої світової війни Мюнхен 71 раз піддавався бомбардуванням і був сильно зруйнований. Але влітку 1945 року Міська рада ухвалила рішення про відновлення історичного центру в колишньому вигляді. У ході післявоєнного відновлення було вирішено зберегти первісне вуличне планування.

### Післявоєнний період
У 1957 році населення Мюнхена перевищило 1 мільйон чоловік.
З 1962 року в Мюнхені щороку у першій декаді лютого проводиться Міжнародна конференція з питань політики та безпеки.
У 1972 році в Мюнхені проводилися XX літні Олімпійські ігри, при підготовці до яких був реконструйований центр міста, побудовані олімпійське селище і метро, а також значно розширена транспортна мережа.

## Клімат
Мюнхен має помірний клімат, з перехідним від морського до континентального. Цьому, зокрема, сприяє відносно м'яка малосніжна зима (середня температура січня біля −1 °C), і не спекотне дощове літо з середньою температурою близько 18 °C з великою кількістю опадів і домінуючою похмурою погодою.
Зима в Мюнхені зазвичай мінлива, і сильні морози бувають рідко. Однак при вторгненні сибірського антициклону бувають іноді і великі морози: найнижча температура була зафіксована 12 лютого 1929 і склала −31,6 °C. Сніговий покрив відносно нестійкий, але зберігається як мінімум на кілька тижнів. Спекотна погода в Мюнхені також буває рідко, проте 13 серпня 2003 температура склала +37,0 °C, ставши найвищою за всю історію метеоспостережень.
| Клімат Мюнхена                 | Клімат Мюнхена | Клімат Мюнхена | Клімат Мюнхена | Клімат Мюнхена | Клімат Мюнхена | Клімат Мюнхена | Клімат Мюнхена | Клімат Мюнхена | Клімат Мюнхена | Клімат Мюнхена | Клімат Мюнхена | Клімат Мюнхена | Клімат Мюнхена |
| Показник                       | Січ.           | Лют.           | Бер.           | Квіт.          | Трав.          | Черв.          | Лип.           | Серп.          | Вер.           | Жовт.          | Лист.          | Груд.          | Рік            |
| Абсолютний максимум, °C        | 18,3           | 21             | 24             | 28,7           | 32,2           | 34,8           | 36,2           | 37             | 32             | 28,2           | 24,1           | 19,6           | 37             |
| Середній максимум, °C          | 3,2            | 4,6            | 9,4            | 14             | 19             | 21,7           | 24,3           | 23,8           | 19,2           | 14,1           | 7,5            | 3,8            | 13,7           |
| Середня температура, °C        | −0,9           | 0              | 4,3            | 8,5            | 13,4           | 16,4           | 18,4           | 17,9           | 13,6           | 9              | 3,4            | 0,3            | 8,7            |
| Середній мінімум, °C           | −3,2           | −2,8           | 0,8            | 4              | 8,3            | 11,6           | 13,6           | 13,3           | 9,5            | 5,8            | 1,1            | −1,9           | 5              |
| Абсолютний мінімум, °C         | −29            | −31,6          | −20,3          | −10            | −5,5           | −0,1           | 3,7            | 3,2            | −2,5           | −8,2           | −14            | −25,3          | −31,6          |
| Норма опадів, мм               | 48             | 41             | 58             | 57             | 91             | 107            | 116            | 97             | 74             | 57             | 55             | 59             | 858            |
| ------------------------------ | -------------- | -------------- | -------------- | -------------- | -------------- | -------------- | -------------- | -------------- | -------------- | -------------- | -------------- | -------------- | -------------- |
| Джерело: Погода і Клімат(рос.) |                |                |                |                |                |                |                |                |                |                |                |                |                |

## Економіка

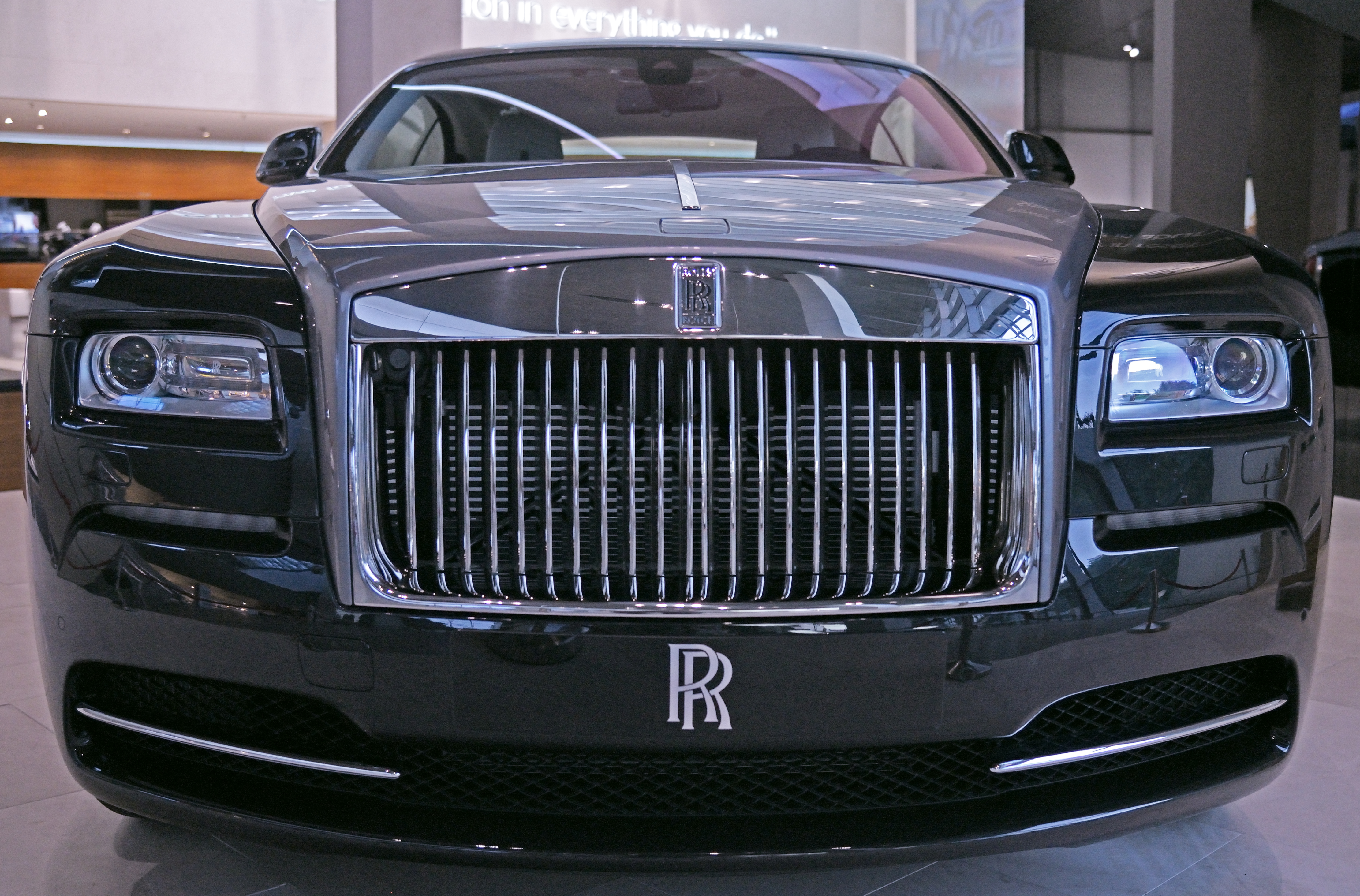
Ролс-Ройс Фантом серії II

Виробництво автомобілів (BMW), літаків, електронних пристроїв (Сіменс), пива; німецькі і міжнародні фінансові установи; міжнародне патентне управління; страхування; найбільше видавниче місто в Європі; місце розташування головних офісів багатьох компаній (як McDonald's і Microsoft); великий транспортний вузол, особливо авіаційний, центр біотехнологій, програмного забезпечення тощо.

## Освіта
- Університет Людвіга-Максиміліана (Ludwig-Maximilians-Universität München)
- Технічний Університет Мюнхена (Technische Universität München)
- Академія мистецтв (Akademie der Bildenden Künste München)
- Університет збройних сил (Universität der Bundeswehr München)
- Вища школа політики (Hochschule für Politik)
- Вища школа прикладних наук (Hochschule München)
- Український вільний університет (Ukrainische Freie Universität München)
- Мюнхенська бізнес школа (Munich Business School)
- Мюнхенська вища школа музики і театру (Hochschule für Musik und Theater München)
- Вища школа телебачення та кінематографу (Hochschule für Fernsehen und Film München)
- Вища школа економіки та менеджменту (Fachhochschule für Oekonomie & Management)
- Католицький університет (Katholische Stiftungsfachhochschule München)
- Євро бізнес коледж (Euro Business College)
- АКАД (AKAD)
- Українська Суботня Школа м. Мюнхен (Schulverein Ukrainische Samstagsschule München e.V.)

## Спорт
- Баварія (Мюнхен)
- Ісманінг (футбольний клуб)

## Культура

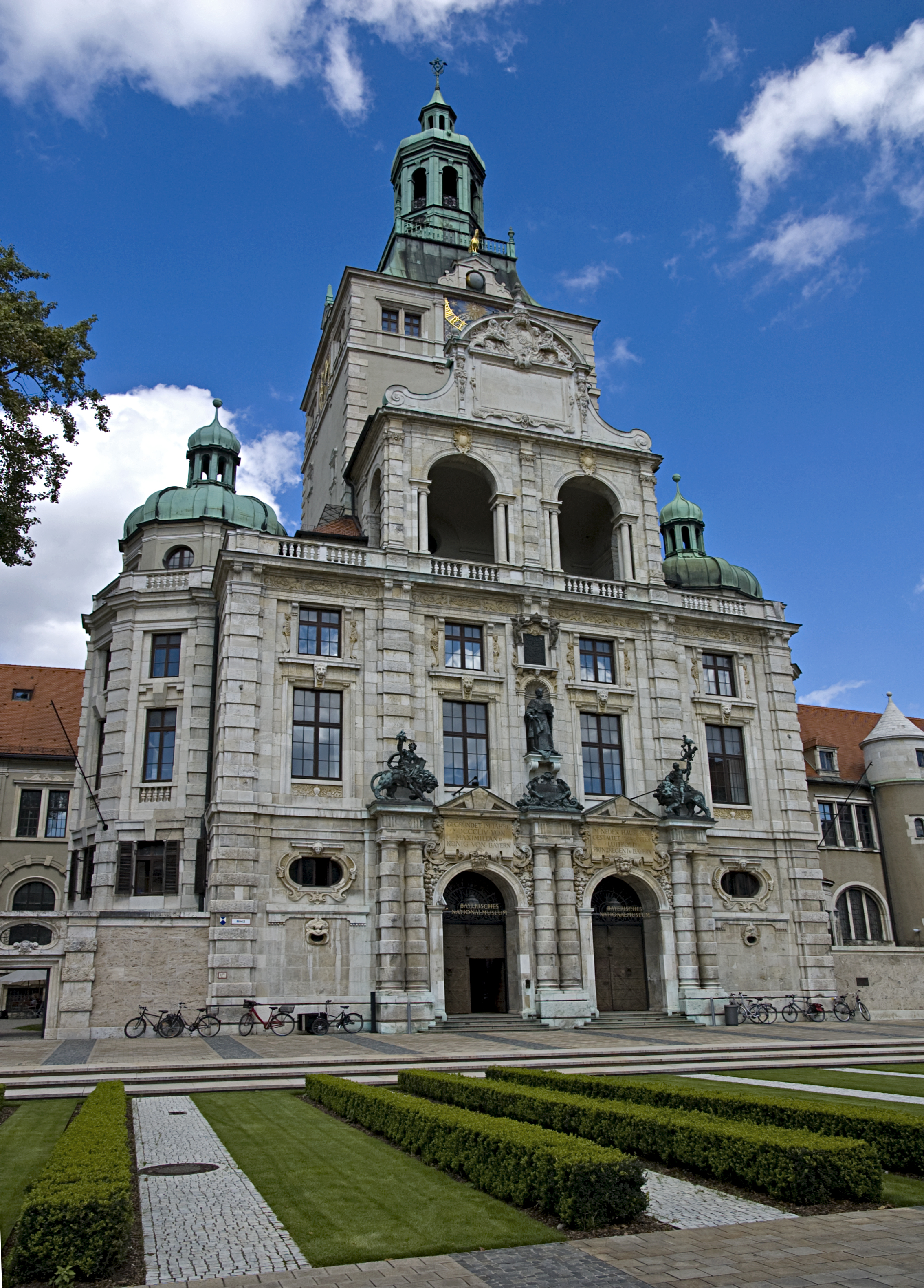
Баварський національний музей, головний фасад

Мюнхен налічує багато закладів для підтримки культури. Це численні музеї (Пінакотеки — Стара і Нова, Гліптотека, Ленбаххаус, Німецький музей, Музей Вітта), Баварський національний музей, найбільший у Європі парк (Англійський сад), багато театрів (Баварська державна опера, Мюнхенський театр маріонеток і численні інші) та фестивалів, славнозвісні музичні колективи — Мюнхенський симфонічний та філармонічний оркестр.

## Транспорт

### Громадський транспорт
Основу громадського транспорту Мюнхена складає мережа швидких поїздів (нім. Schnellbahnnetz), що складається з міської електрички (нім. S-Bahn) та метрополітену (нім. U-Bahn). Мережа міської електрички покриває практично всі околиці Мюнхена радіально (в радіусі 40 км), з'єднуючись у центрі міста тунелем (який, як і метрополітен, побудований до Олімпійських ігор 1972 року). Крім того, місто має розвинену мережу автобусних і трамвайних маршрутів. Мюнхен, як і більшість великих німецьких міст, утворює разом зі своїми найближчими передмістями єдину тарифну мережу, при цьому Мюнхенська тарифна мережа розділена на 4 зони, кожна з яких ділиться на 4 кільця. Плата за проїзд залежить, за деякими винятками, не від кількості пересадок і видів транспорту, використаних для поїздки, а тільки від кількості пересічених зон.

### Залізничний транспорт
Головний вокзал Мюнхена є основною станцією міста. Регіональні поїзди, що прямують у південно-східному напрямку, і швидкісні поїзди, що прямують до Австрії та Італії, роблять зупинку на Східному вокзалі.
На заході Мюнхена є третій вокзал «Мюнхен-Пазінг», через який проходять потяги далекого та регіонального сполучення від Головного вокзалу в південному, південно-західному та західному напрямках, а також роблять зупинку швидкісні поїзди, що прямують до Швейцарії, Франції та країни Бенілюксу.

## Пам'ятки історії та культури
- Фрауенкірхе (Мюнхен)
- Міські брами XIII ст.
- Церква Азамкірхе (XVIII ст.)
- Стара ратуша  XV ст.
- Палац (резиденція електора) XVI—XIX ст.
- Церква Всіх Святих (Мюнхен)
- Бюргерзааль (Мюнхен)
- Троїцька церква (Мюнхен)
- Церква Святого Духа (Мюнхен)
- Бароковий палацово-парковий комплекс Німфенбург
- Комплекс олімпійських будівель (споруджений до Олімпійських ігор 1972 року).

## Свята та фестивалі
Наприкінці вересня в Мюнхені розпочинається Октоберфест — найбільший у світі пивний фестиваль у світі (триває два тижні).

## Українці в Мюнхені
Починаючи з Другої світової війни, у Мюнхені існує значна та активна українська діаспора. Тут діють українські громадські та культурні установи, найвідомішою серед них є Український вільний університет, котрий працює у Мюнхені з 1946 р.

### Шкільна освіта
Для дітей дошкільного та шкільного віку функціонує Українська Суботня Школа м. Мюнхен (Schulverein Ukrainische Samstagsschule München e.V.)

### Релігія

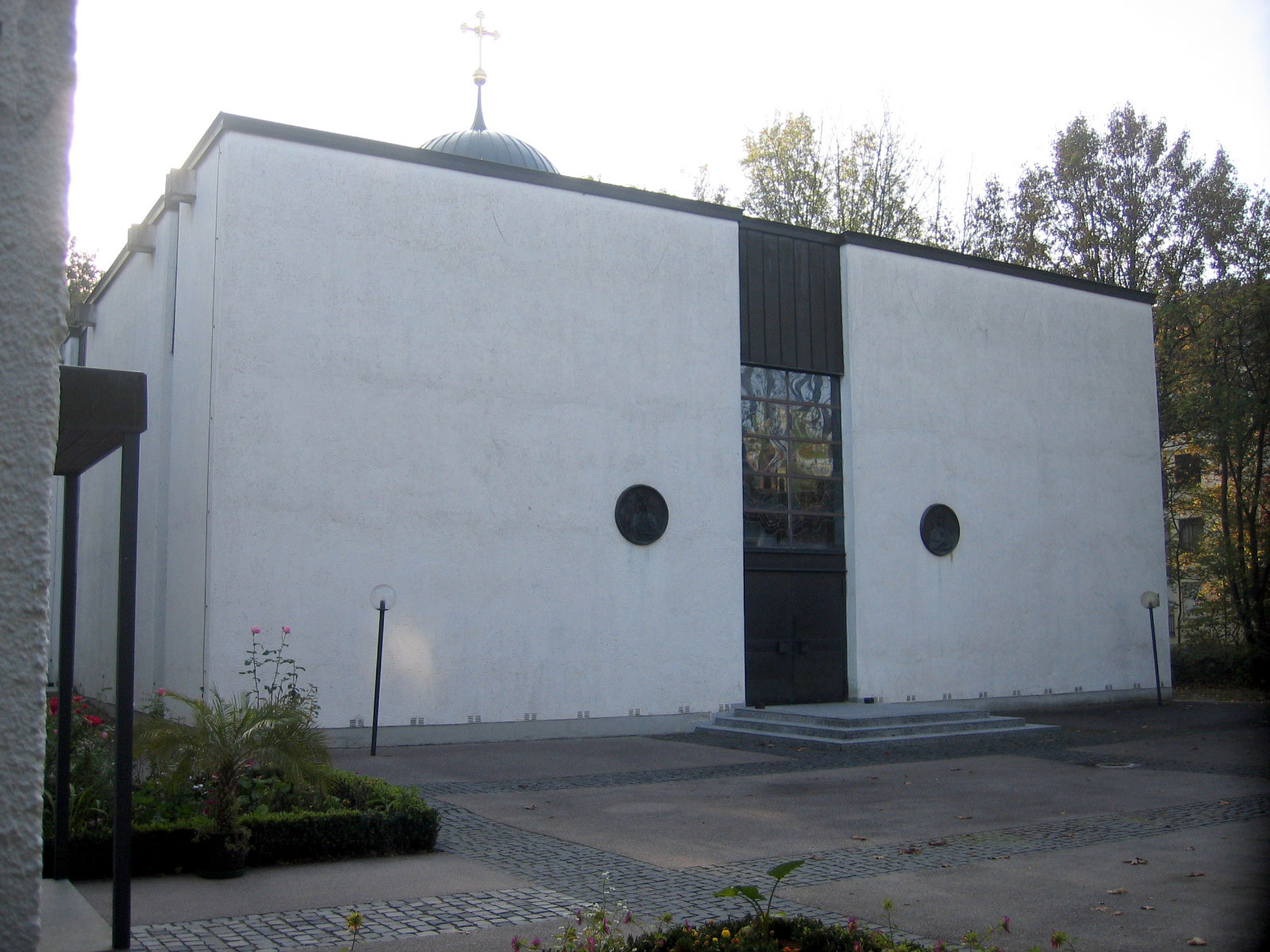
Собор Покрови Пресвятої Богородиці та Св. Андрія Первозваного

- Собор Покрови Пресвятої Богородиці та святого Андрія Первозваного — кафедральний собор Апостольського екзархату в Німеччині та Скандинавії Української греко-католицької церкви.
- з 1945 p. Українська Православна Церква, Свято-Покровська Парафія та Парафія Св. первоверховних Апостолів Петра і Павла[10].

### Спорт
2010 року був створений футбольний клуб «Україна» (Мюнхен), коли декілька любителів футболу вирішили створити футбольну команду, яка б об'єднувала українців за межами Батьківщини. В 2010 році вперше команда подала заявку на участь у Королівській Баварській Лізі (Royal Bavarian Liga, надалі — RBL), а також у кубку-AZ (AZ-Cup) де виступає і до сьогодні. Із початку, почавши з найнижчої п'ятої ліги ФК «Україна» (Мюнхен) піднялась у третю лігу, де в сезоні 2015 року зайняла 4 місце. Від часу заснування ФК «Україна» в команді спробували свої сили близько 70 любителів футболу. На даний момент у команді 23 активні гравці і 99 % — це українці.
За час свого існування ФК «Україна» стала не лише спортивним товариством, але й веде активне громадське, просвітницьке та культурне життя, створюючи та примножуючи хороший імідж України в Німеччині та Європі. Команда пишається дружбою з однодумцями з Відня, Копенгагена, Чикаго, Лондона, Лісабона та багатьох українських команд. Були й міжнародні контакти, наприклад, товариський турнір до Євро 2012, де зустрічались ФК «Україна» та FC Polonia у травні 2012 року, товариські матчі з іншими національними командами.
ФК «Україна» не є політичною організацією і не підтримує публічно будь-яку політичну силу, але клуб виявив свою підтримку проєвропейському вектору розвитку України, організовуючи та беручи активну участь у загальноміських протестах Мюнхену проти окупації Криму і підтримкою сепаратистів на сході України Російською Федерацією. Також під час війни на сході ФК «Україна» вела і веде активну волонтерську діяльність, відправляючи матеріальну та фінансову допомогу українським бійцям. Фінансується команда, на даний момент, виключно внесками активних гравців. Свої домашні ігри ФК «Україна» Мюнхен проводить на полях футбольного комплексу за адресою: München-80939, Bauernfeindstraße 19, біля зупинки U6 Kieferngarten. Тренування в літній період проходять за адресою: München-81671, Joseph-Hörwick-Weg, біля зупинки U2 та U5 Insbrucker Ring. Тренування в зимовий період відбуваються в комплексі Sporttraum за адресою: Kirchheim-85551, Hürderstraße 2.

## Особистості

### Народилися
- Баадер Франц (1765—1841) — німецький філософ, природодослідник, представник філософського романтизму та неортодоксального католицизму
- Курд Юрґенс (1915—1982) — австрійський театральний та кіноактор німецько-французького походження
- Розмарі Мерфі (1925—2014) — американська актриса театру, кіно і телебачення.
- Мія Юлія Брюкнер (нар. 1986) — німецька порноакторка, partyschlager[de]-співачка та еротична модель.

### Жили та працювали
- Видатні українські державні та культурні діячі: Г. Ващенко, отець І. Гриньох, І. Кошелівець, Е. Андієвська, Г. Крук, О. Кульчицький, А. Лівицький, І. Мазепа, Степан Бандера, В. Петров, Я. Стецько, Л. Храплива-Щур, В. Щербаківський, Я. Бенцаль-Євшан, О. Бойдуник, І. Бутковський, Д. Дорошенко, Ю. Семенко, М. Стиранка, З. Пеленський, С. Іваницький, Д. Миськів, М. Капустянський, М. Коновалець, С. Ленкавський, Д. Штикало, Є. Ростислав, В. Леник, Платон (Корниляк), Є. Цимбалістий.

### Навчалися
У Мюнхенській академії мистецтв відомі українські митці: Олександр Мурашко, Михайло Бойчук.

### Померли
- Від рук радянського агента НКВС Богдана Сташинського в Мюнхені загинули лідери ОУН Степан Бандера (1959) і Лев Ребет (1957).
- Білас Ростислав-Едмунд — полковник УГА, санітарний референт Державного секретаріату військових справ, керівник медичної служби УГА.
- Павликовський Юліан — провідний галицький кооператор і агроном, громадсько-політичний діяч, економіст і публіцист.
- Соколюк Зиновій — науковець-правник, професор УВУ з 1961 року. Проректор та декан факультету права та суспільно-політичних наук.
- Спєх Степан — співак і композитор
- Стечишин Микола Климентович — військовий діяч, штабс-капітан російської армії, підполковник Армії УНР (генерал-хорунжий в еміграції), активіст в українізації російського війська.
- Федик Ярослав — Лицар Золотого хреста бойової заслуги 1-го класу.

### Іноземці в Мюнхені
2004 року в Мюнхені легально мешкали майже 300 тисяч іноземних громадян, тобто кожен четвертий мюнхенець. З метою повноцінної інтеграції іноземців у місцеве середовище 1974 року в Мюнхені було створено Раду у справах іноземних громадян. Із 39 її членів 26 були іноземцями, обраними до Ради колегіями виборців. З 1991 року іноземні громадяни обирають своїх представників до Ради прямим голосуванням. Навесні 2004 року вперше за час існування до Ради по справам іноземних громадян Мюнхена були обрані громадяни України: Тетяна Мамедова, колишній лікар Самбірської центральної районної лікарні та Михайло Маргуліс колишній киянин.

## Дипломатичне представництво України
У Мюнхені розташоване генеральне консульство України, котре розглядає питання громадян України, що постійно або тимчасово мешкають на півдні Німеччини — у землях Баварія або Баден-Вюртемберг. Контактні дані консульства на сторінках МЗС України.

## Галерея

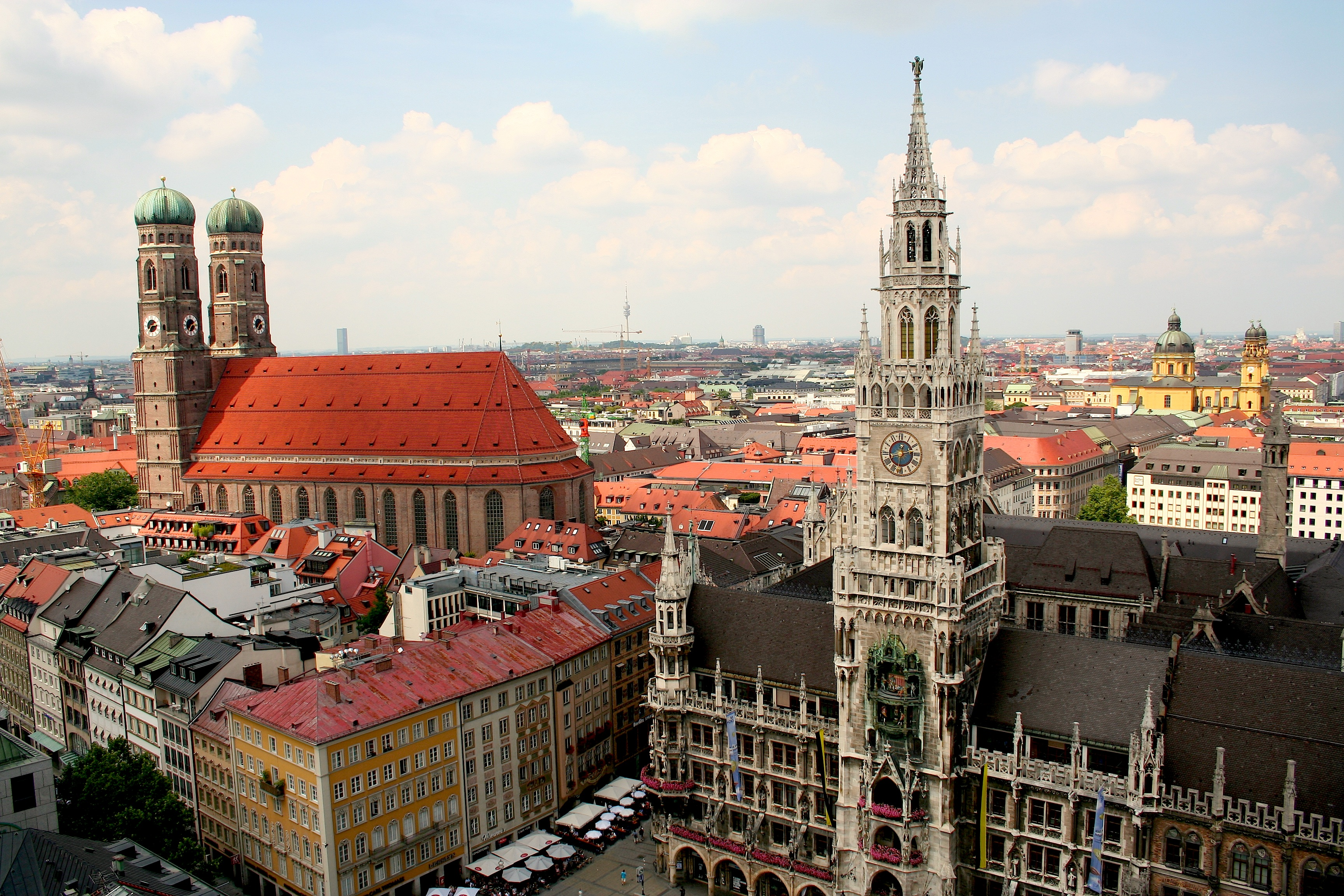
Панорама міста
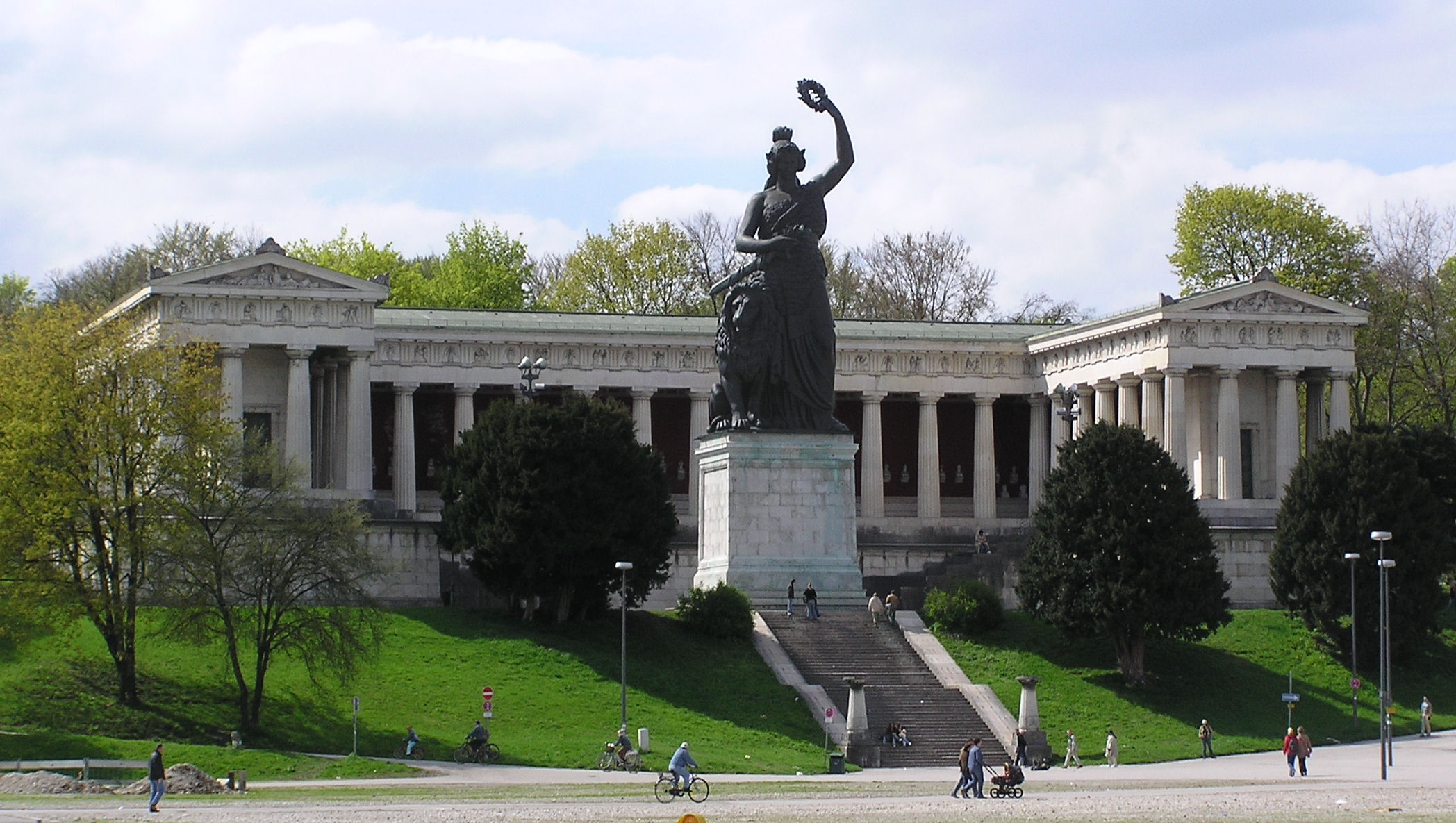
Статуя Баварії на Лугу Терези
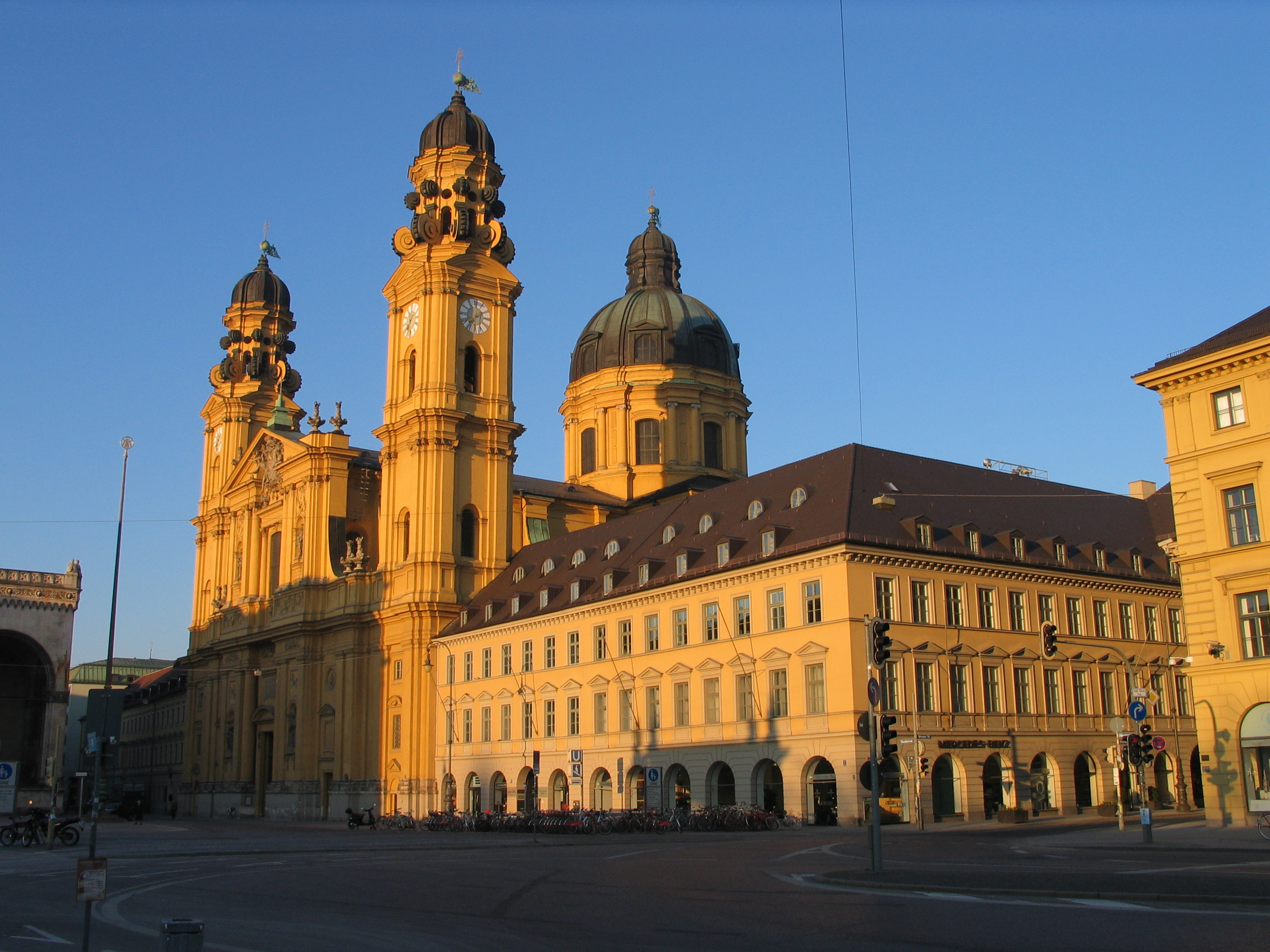
Театінеркірхе на Одеонсплац
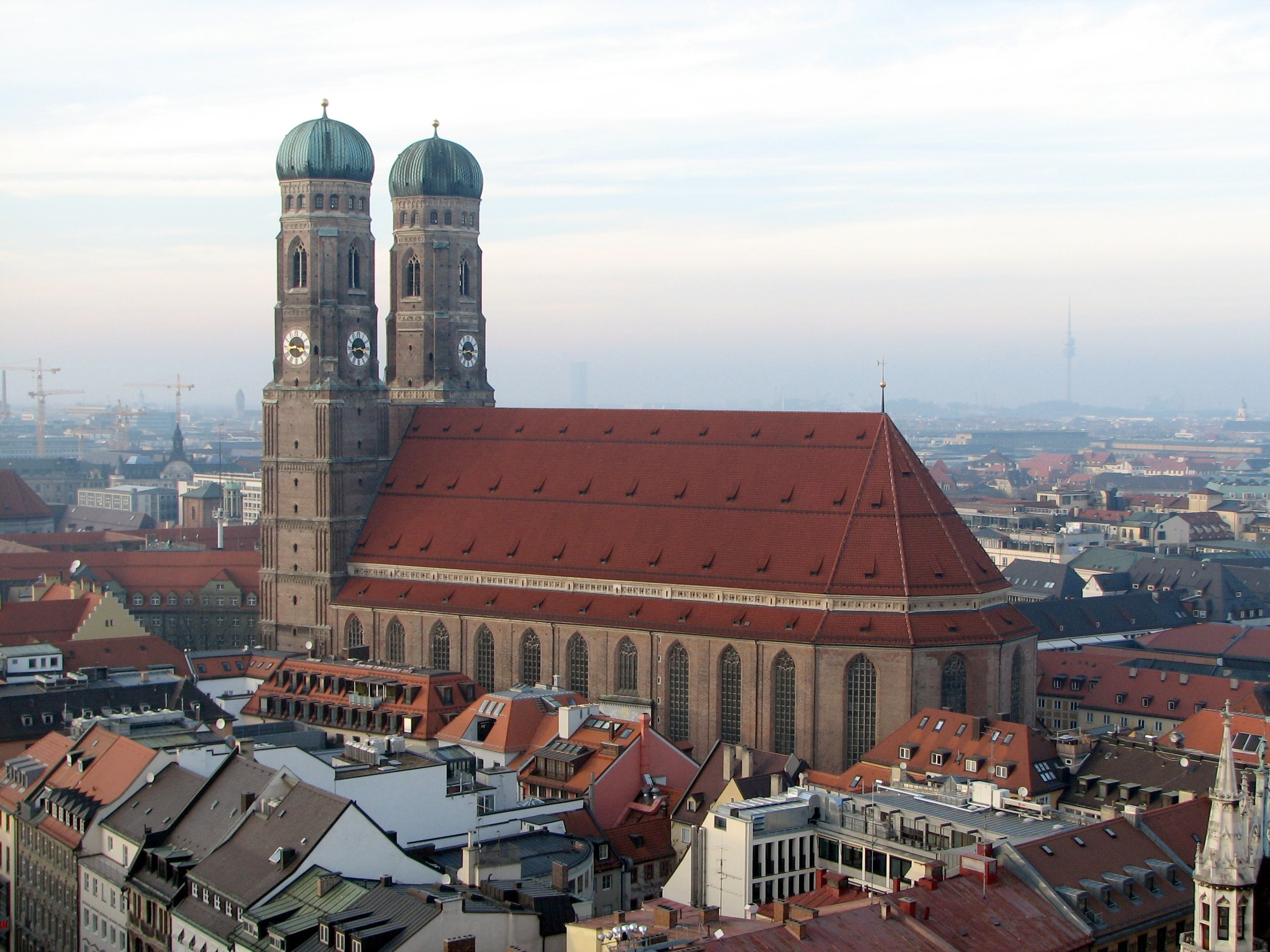
Собор святої Богородиці
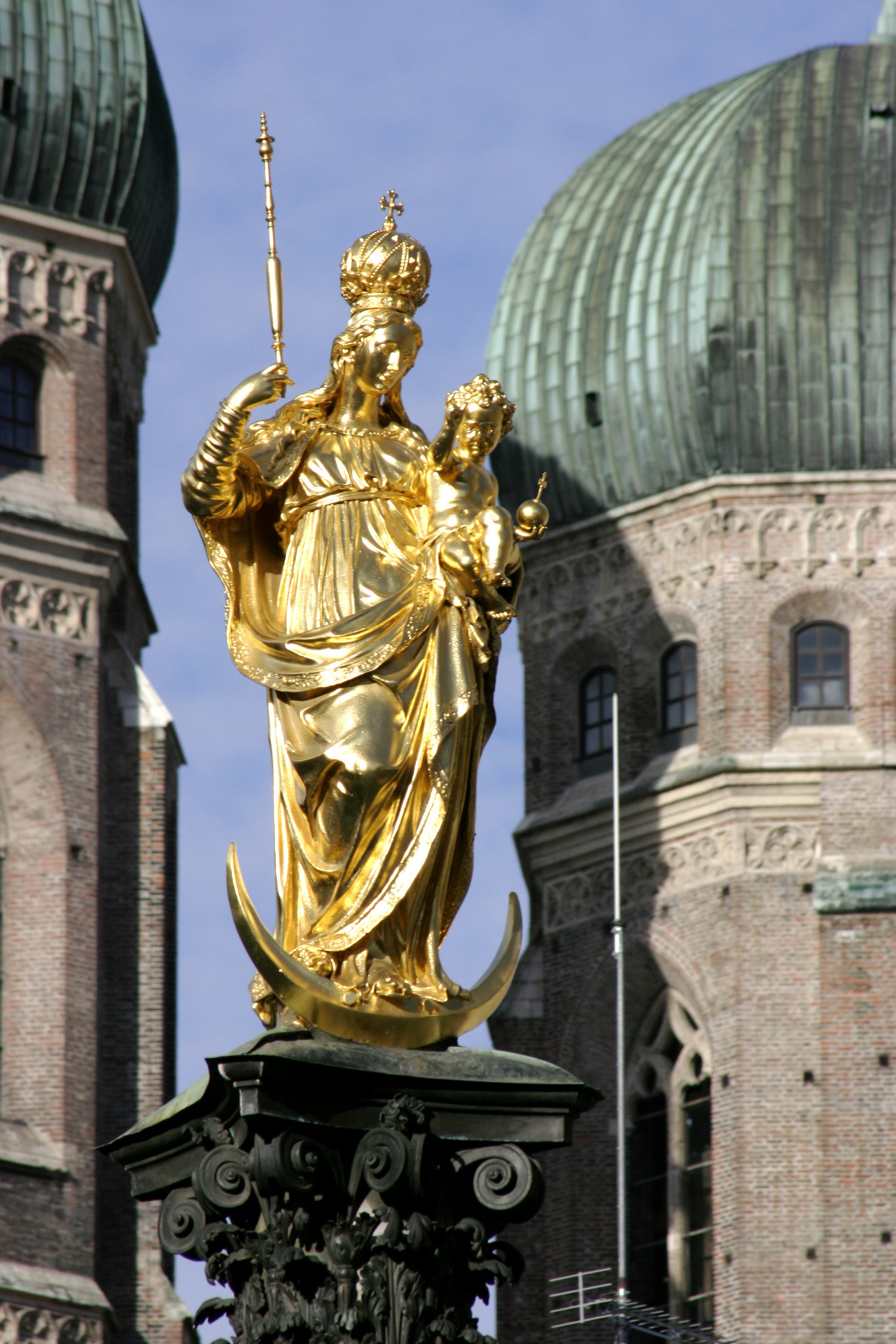
Колона Св. Марії
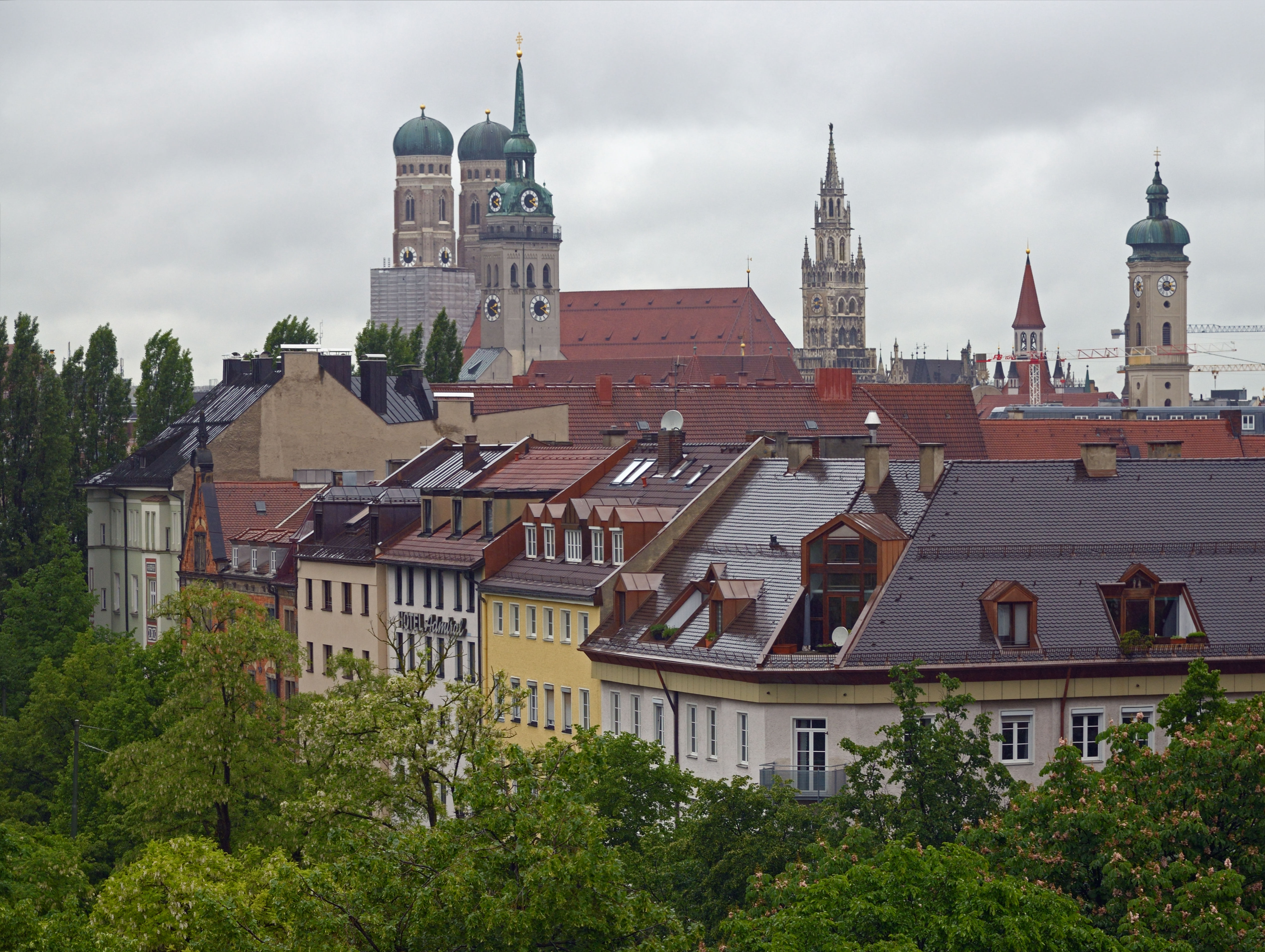
Дощовий день
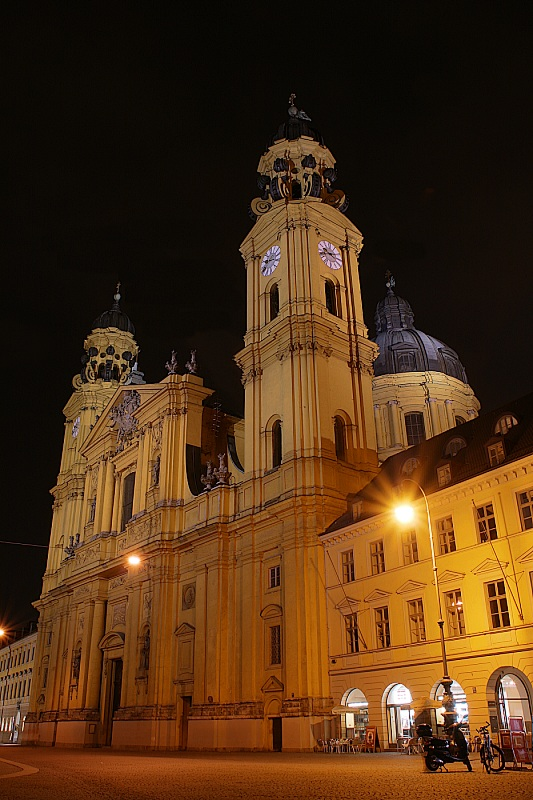
Церква театінца Святого Каетана
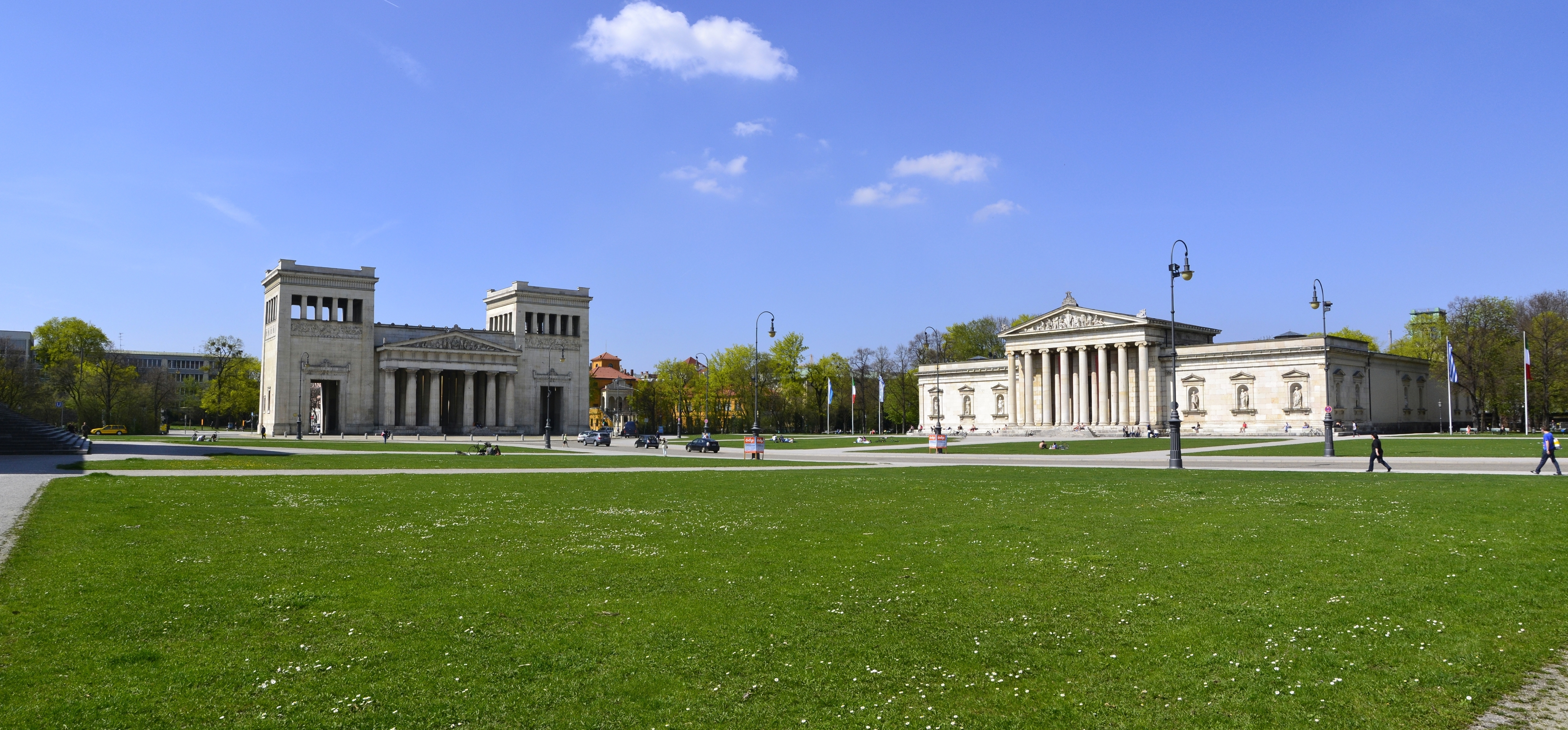
Кенігсплац
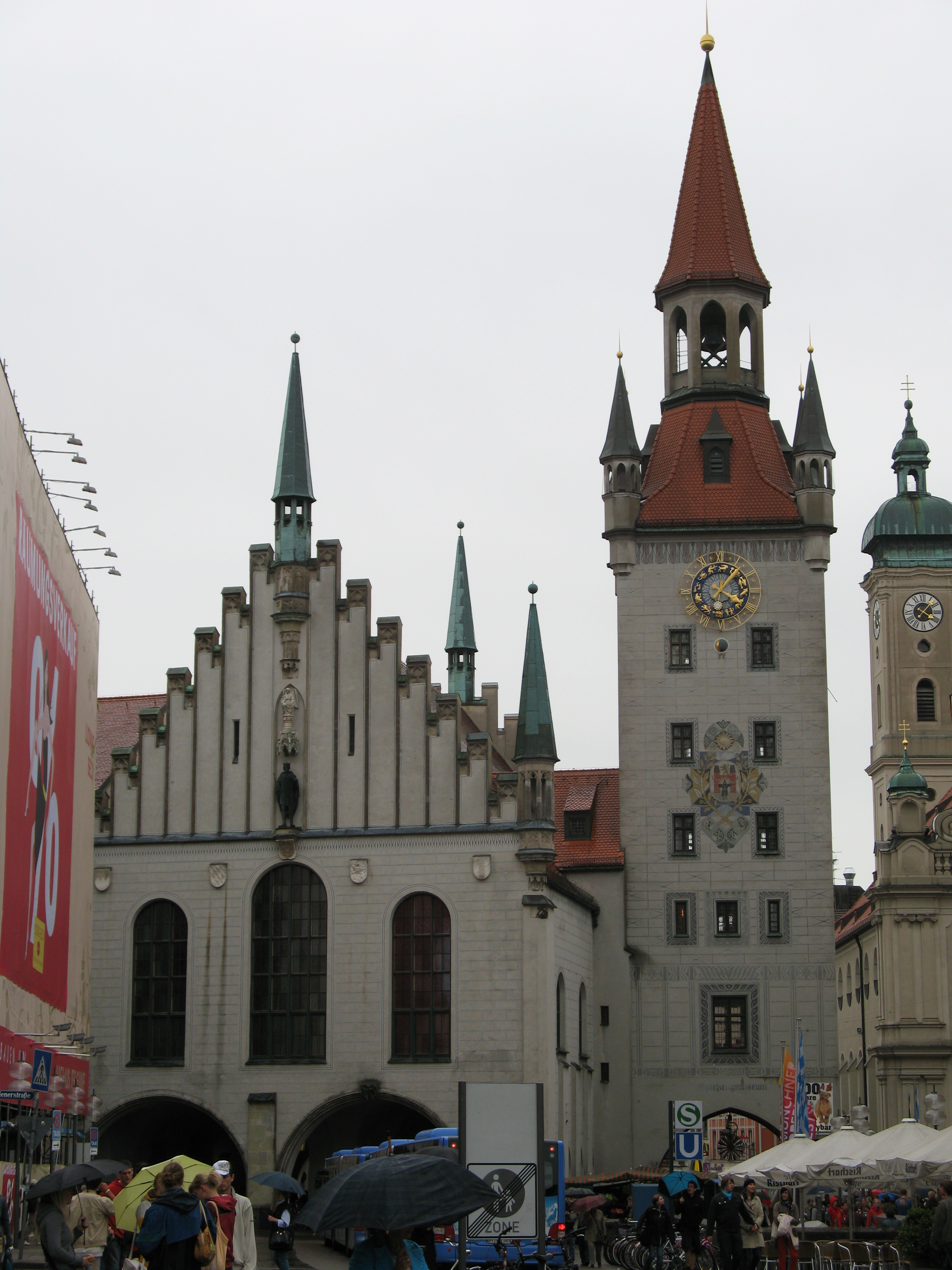
Стара ратуша
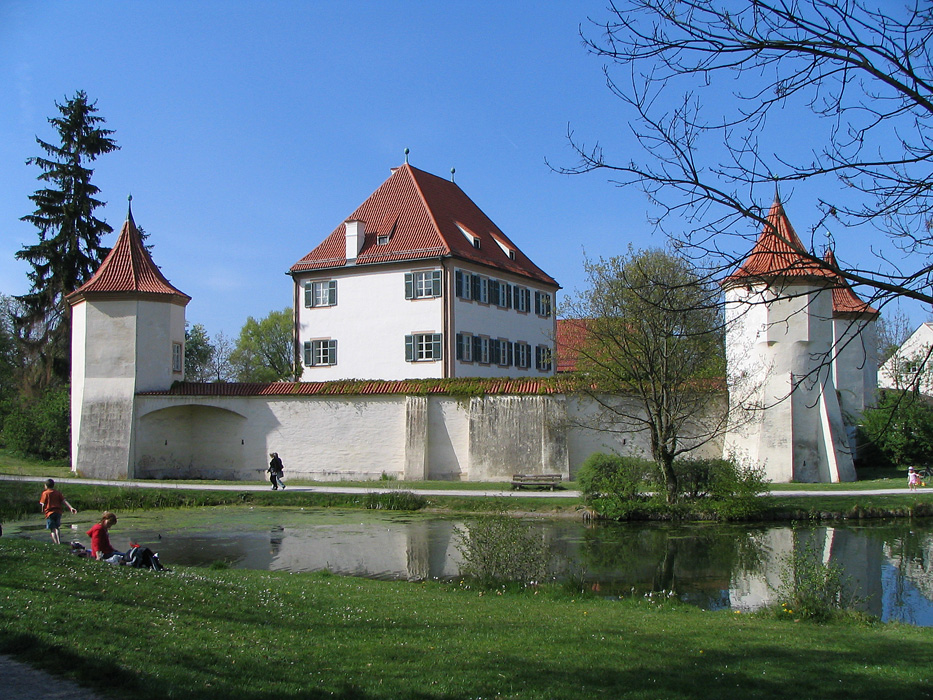
Замок Блютенбург
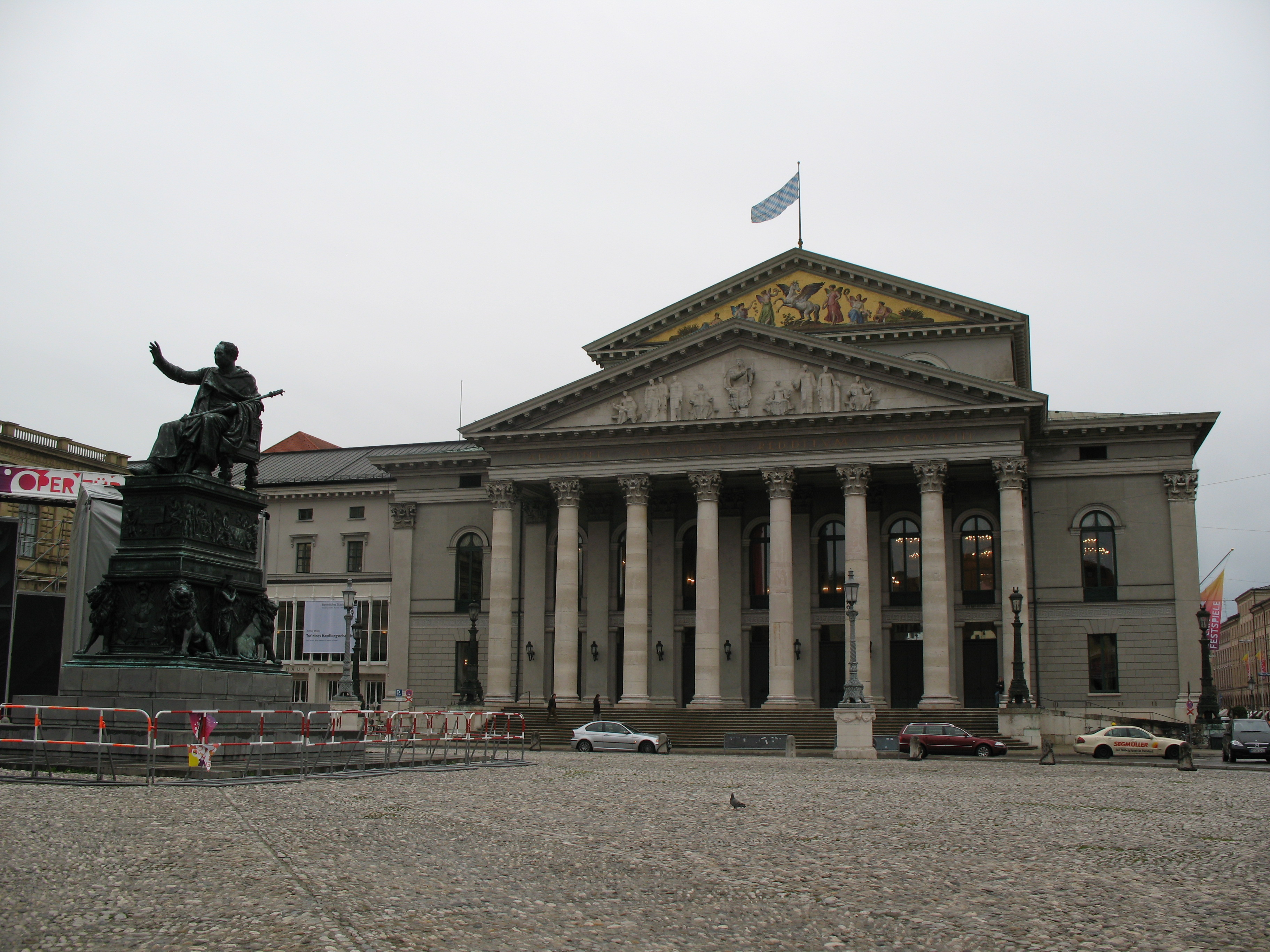
Національний театр
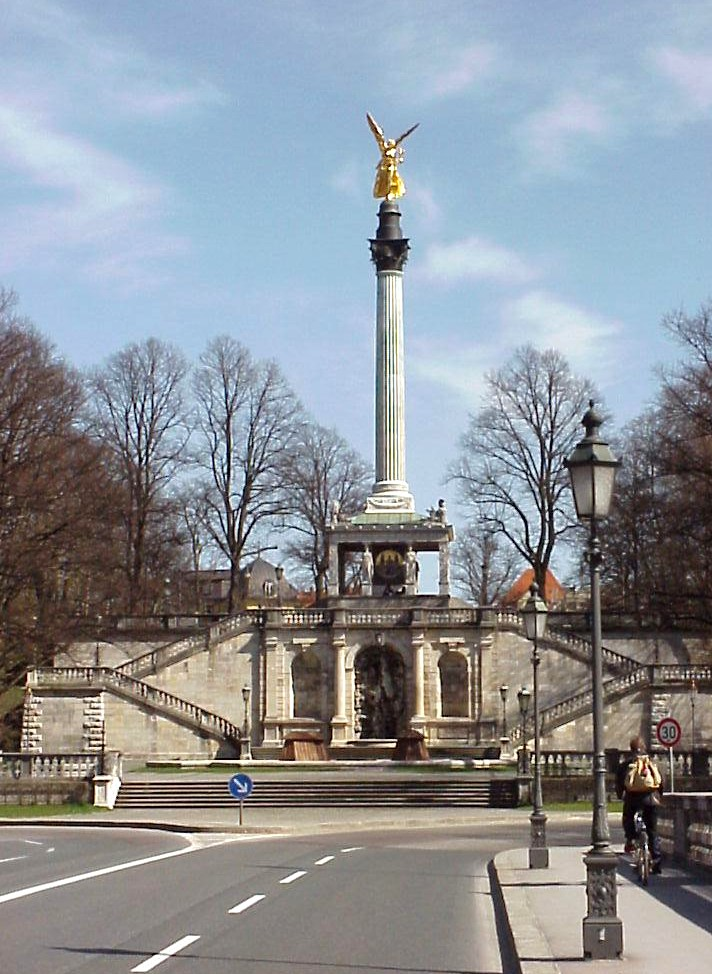
Статуя Ангела миру
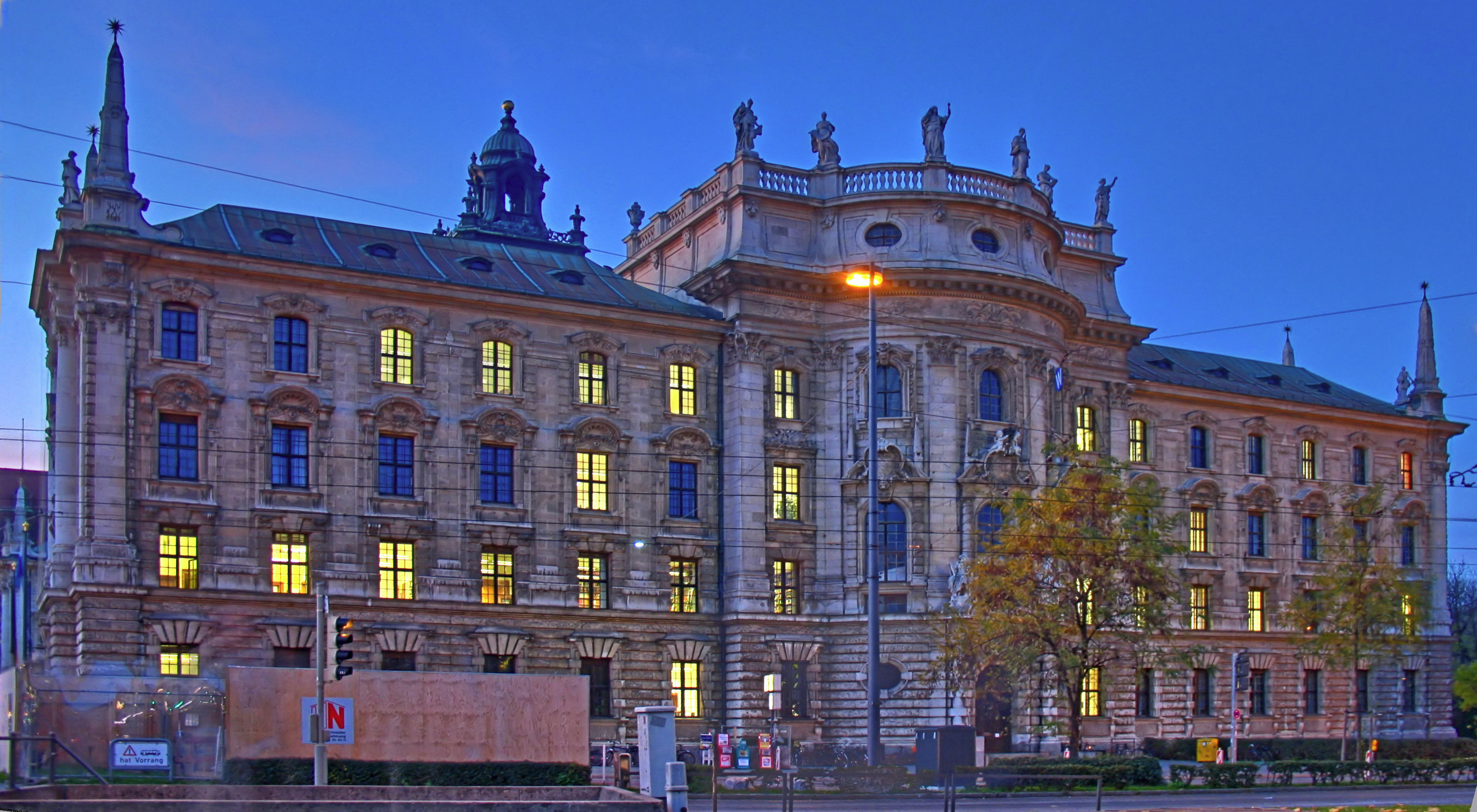
Палац Правосуддя
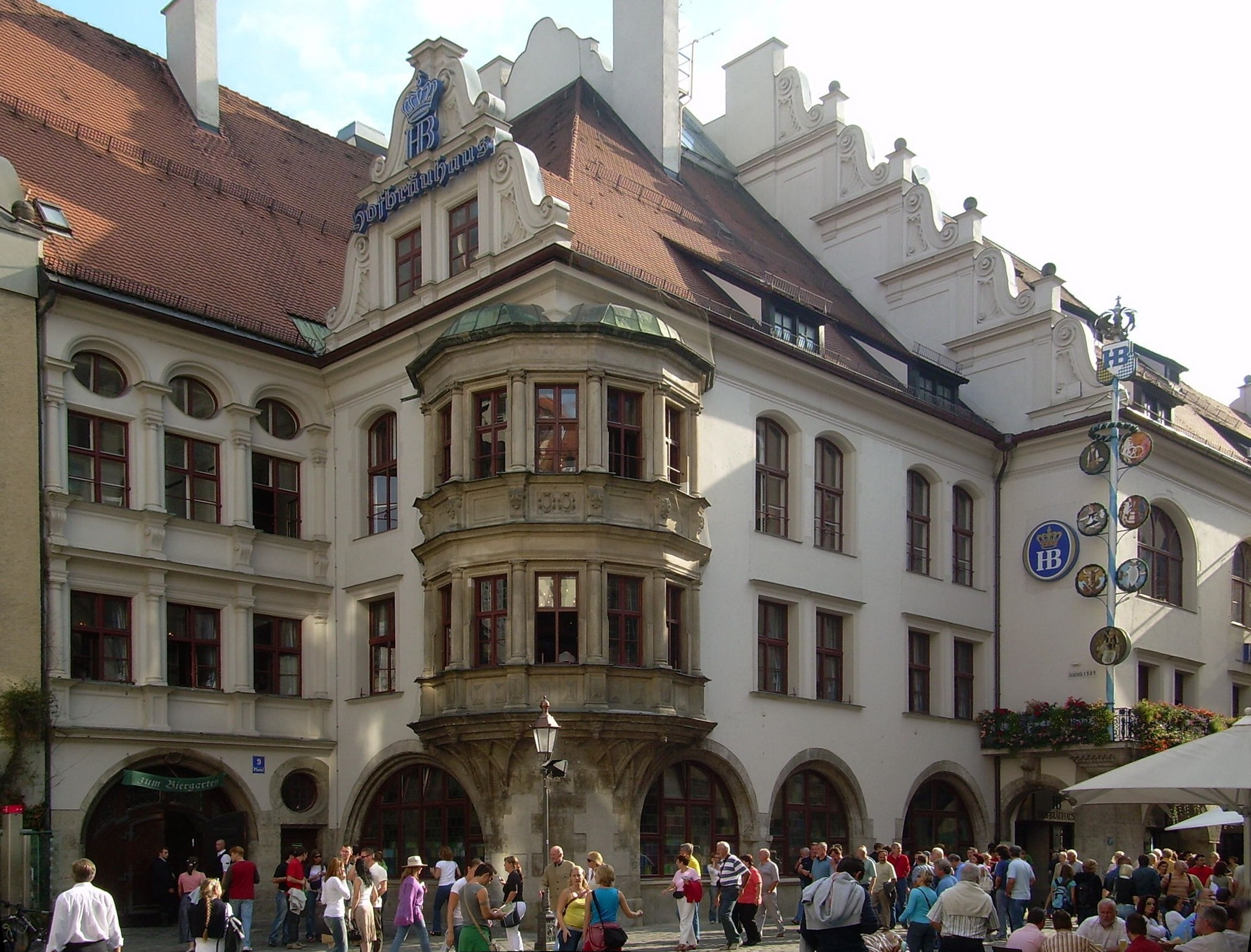
Гофбройгаус
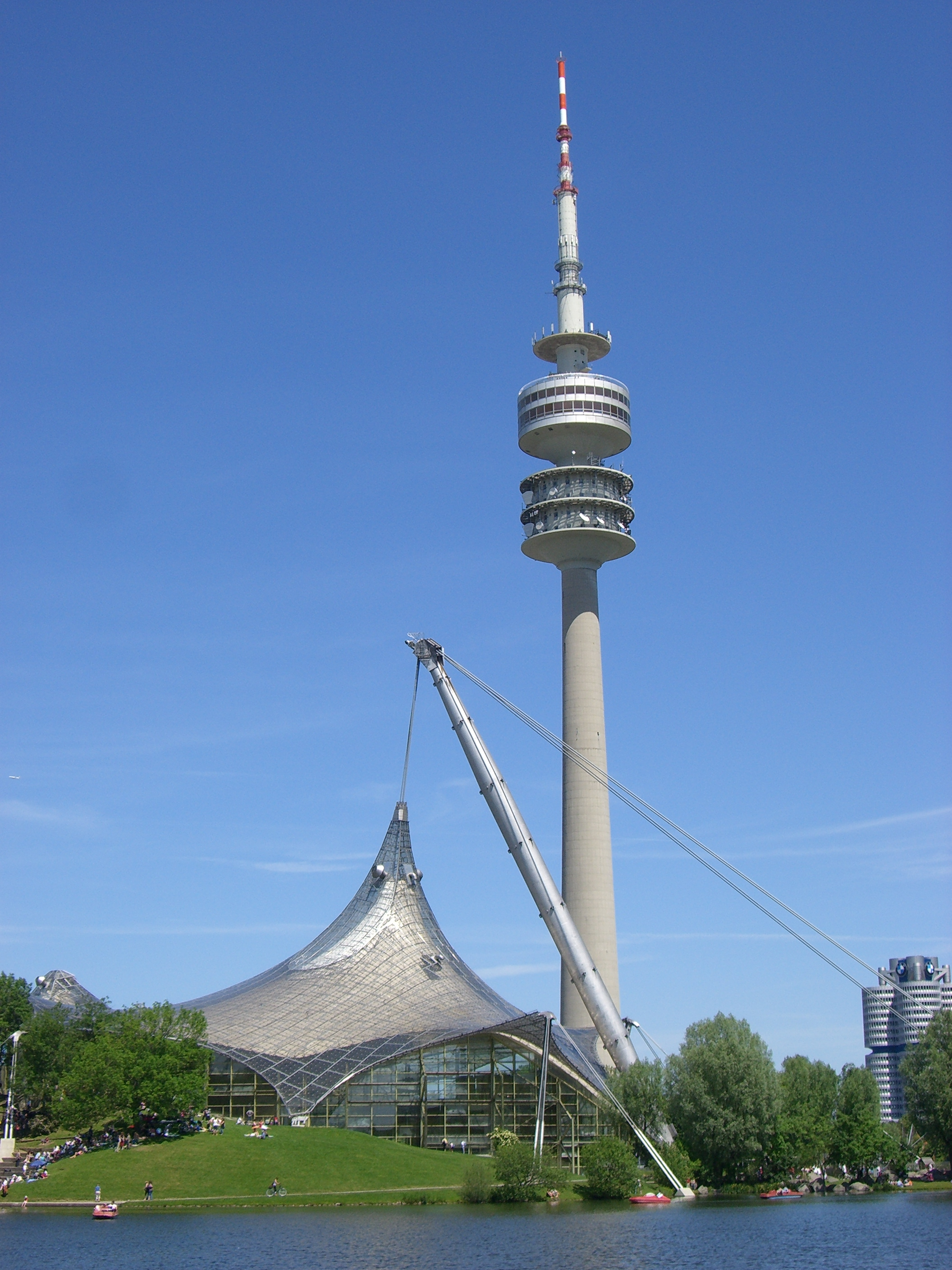
Телевежа Мюнхена
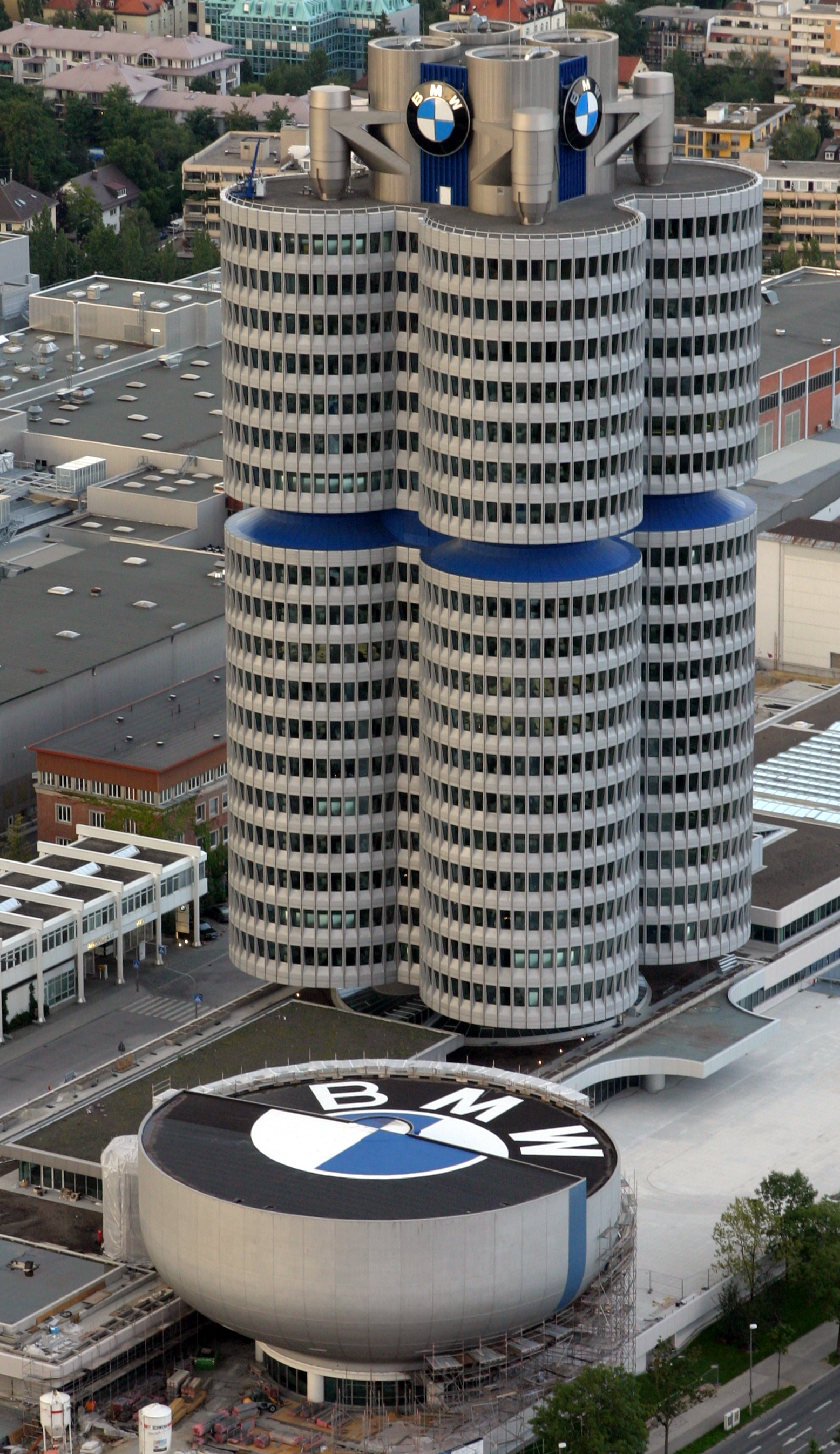
Музей BMW
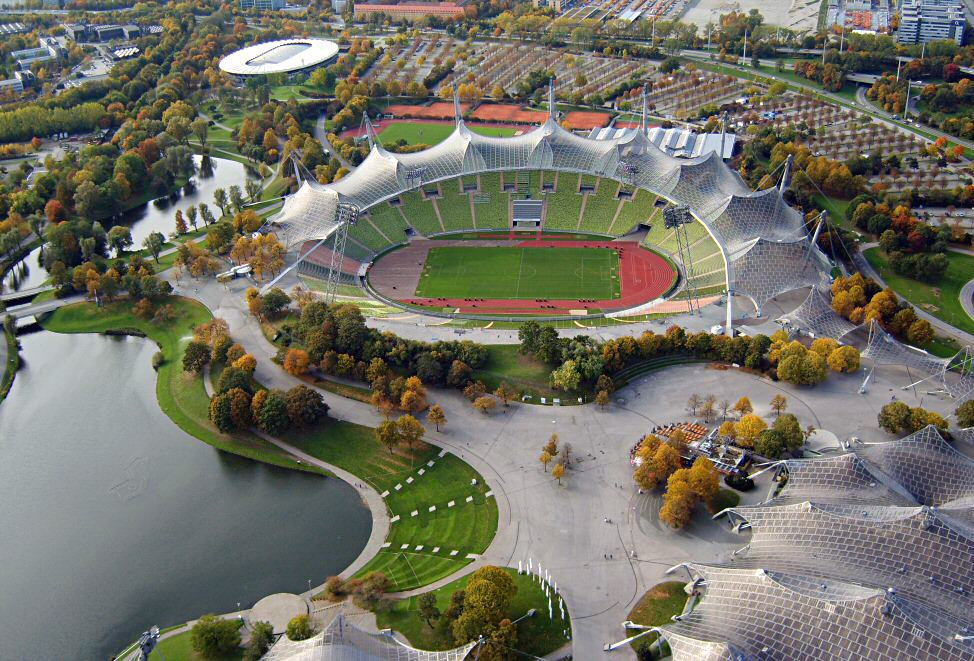
Олімпійський стадіон
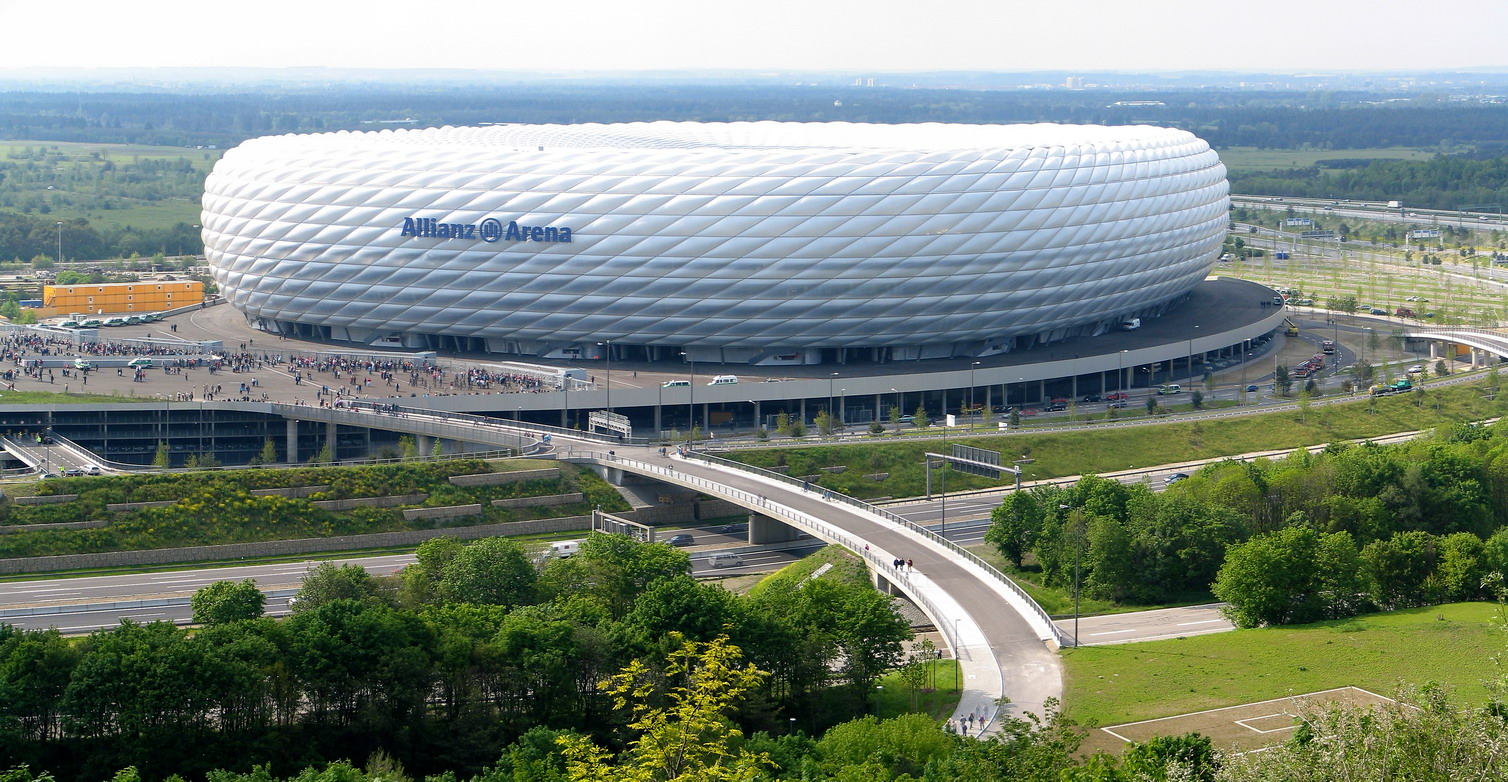
Альянц Арена